# Guardia rossa dei lavoratori e dei contadini
La Guardia Rossa dei Lavoratori e dei Contadini (로농적위군?, Ronong Jŏgwi GunMR), è una forza paramilitare della Corea del Nord. È la più vasta forza di difesa civile della Repubblica Popolare Democratica di Corea, stimata nel 2007 con una forza di 3 milioni di uomini.

## Organizzazione
Creata il 15 gennaio del 1959 da Kim Il-sung, non è controllata dalla Commissione di difesa nazionale e del Ministero delle forze armate popolari, ma è sotto il controllo del Partito dei Lavoratori di Corea e il suo dipartimento della difesa civile.

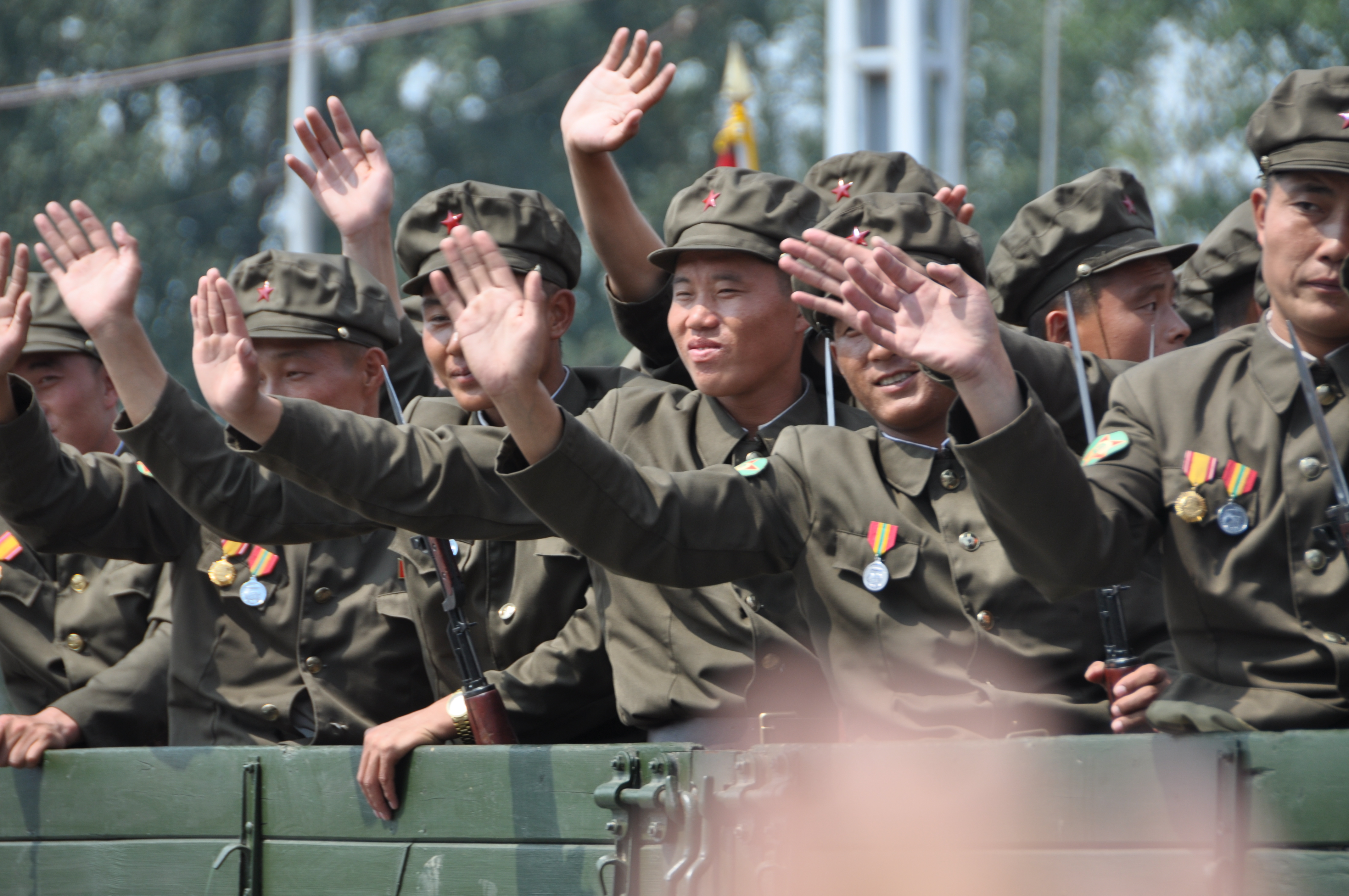
Guardie Rosse a Pyongyang

La milizia è organizzata in province, città e villaggi, ed è strutturata su brigate, compagnie e plotoni. La milizia infatti possiede un numero ridotto di armi di fanteria, con qualche mortaio e armi antiaeree e qualche armamento modernizzato come i lanciarazzi di produzione sovietica BM-14, nonché alcune motociclette Ural D-62. Alcune unità sono disarmate con specialità logistiche e mediche.